# Thomas Hagedorn Holding
Die Thomas Hagedorn Holding GmbH ist die Konzernobergesellschaft der Hagedorn Unternehmensgruppe mit Sitz im ostwestfälischen Gütersloh. 
Der Konzern erbringt Dienstleistungen im Bereich Abbruch, Sanierung, Entsorgung und dem Recycling verschiedener Materialien, sowie im Tiefbau und bei der Revitalisierung von Konversionsflächen.

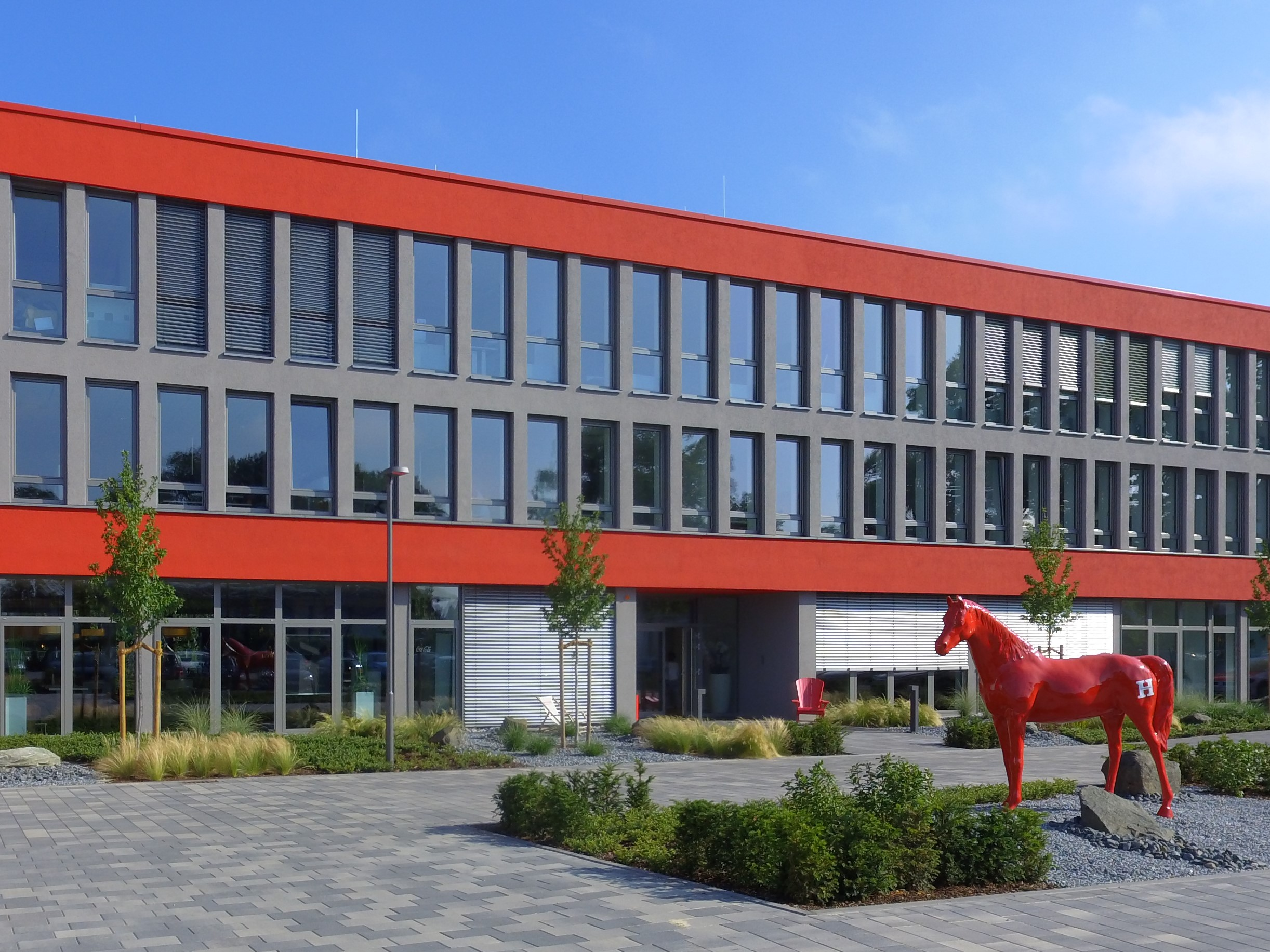
Zentrale in Gütersloh

## Geschichte

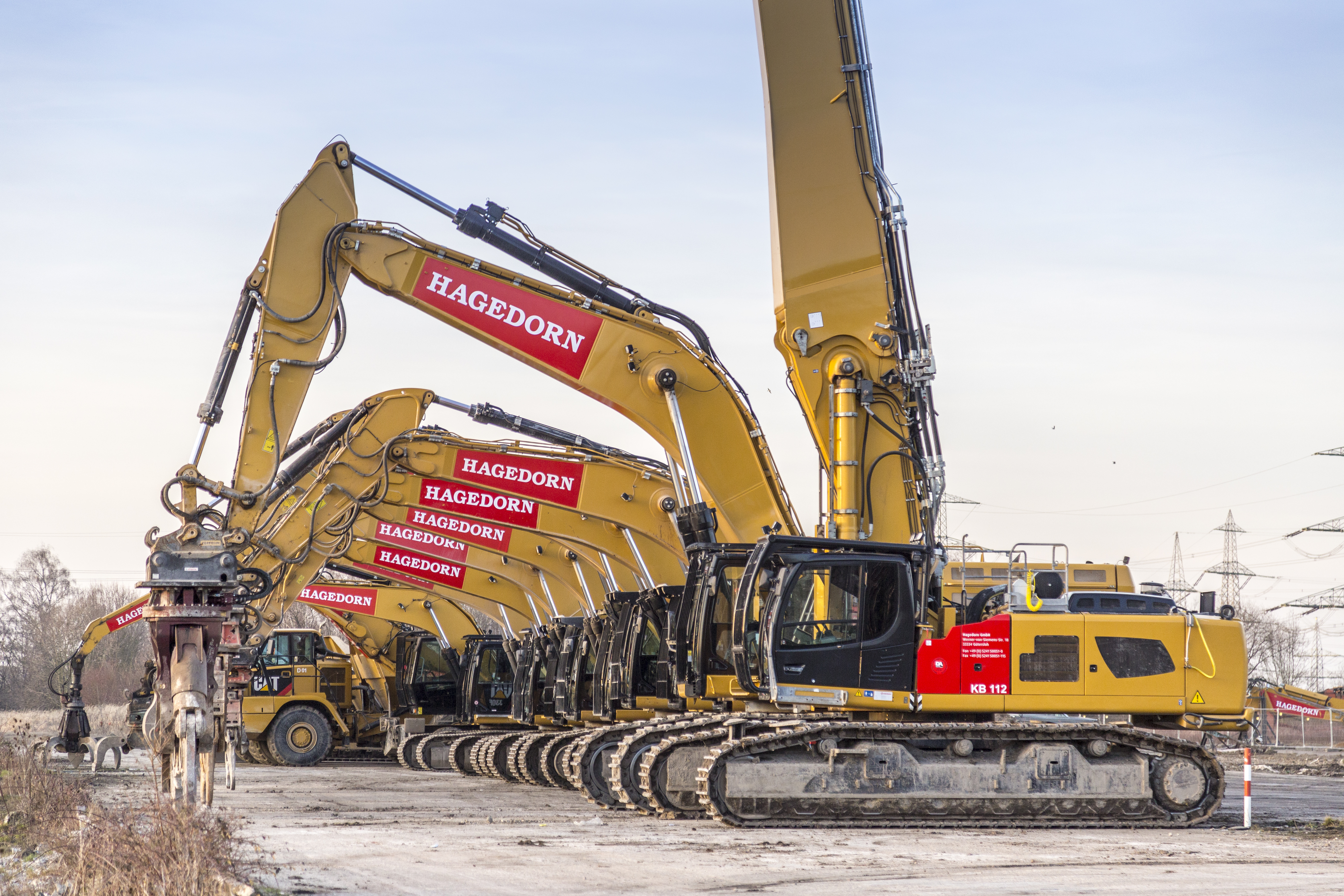
Fuhrpark der Thomas Hagedorn Holding

Das Unternehmen wurde von Thomas Hagedorn 1997 in Gütersloh gegründet. Die ersten Aufträge bestanden hauptsächlich im Abriss von Einfamilienhäusern. Der erste größere Auftrag wurde 1998 von Dr. Oetker erteilt. Hagedorn riss ein Werksgebäude ab. Von 1999 bis 2024 war Hagedorns damalige Ehefrau Barbara Teil des Unternehmens. Bald begann Hagedorn, Bauschutt zu neuem Straßenbaustoff zu recyceln.
Im August 2000 wurde die Hagedorn GmbH mit Thomas Hagedorn als geschäftsführendem Gesellschafter gegründet; das Unternehmen war mittlerweile überregional tätig und beschäftigte 30 Mitarbeiter. 2002 kaufte Hagedorn ein 10.000 m² großes Industriegebiet in Gütersloh, auf dem bis heute die Hauptverwaltung, eine 600 m² große Werkstatt und Stellflächen für den Fuhrpark angesiedelt sind. 2006 wurde die Gütersloher Wertstoffzentrum GmbH (GWG) gegründet zur Herstellung von Recyclingschotter, Entsorgung und Stoffstrommanagement.
2007 wurden zwei weitere Betriebsstätten im Raum Bielefeld von der GWG übernommen. Im Oktober 2011 wurde die Hagedorn Erdbau- und Erschließungs-GmbH gegründet, da zunehmend mehr Aufträge die Vorbereitung für Tiefbau beinhalteten. Seit 2013 hat die GWG die behördliche Genehmigung, große Mengen an kontaminierten Baustoffen anzunehmen und aufzubereiten. Im selben Jahr wurde die Hagedorn Revital GmbH gegründet, da das Unternehmen immer häufiger die Aufbereitung von Konversionsflächen übernahm.
2016 gründete die Gruppe die Online-Plattform Brownfield24, die Anbieter und Interessenten von industriellen und gewerblichen Konversionsflächen zusammenbringen soll. Am 1. Juli 2017 wurde das Kölner Familienunternehmen Jean Harzheim GmbH & Co. KG, das Abbrucharbeiten, Industriedemontage und Hochhaus- und Brückenrückbau erbringt, übernommen.
2017 wurde das ehemalige Kraftwerk Gustav Knepper gekauft. Im Sommer 2018 begannen die Abbruch- und Sanierungsarbeiten. Am 17. Februar 2019 erfolgte die Sprengung des Kühlturms, des Schornsteins und des Kesselhauses.
2018 wurde die Deutsche Sprengunion GmbH gegründet für die Sparte Sprengtechnik, auch mit dem Ziel, die Ausbildung zum Sprengmeister weiterhin anzubieten. Im Dezember 2019 wurde das Steinkohlekraftwerk in Lünen erworben. Die Rückbauarbeiten begannen Anfang 2020. Bis Juli 2021 wurden die Gebäude des Kraftwerks gesprengt.
Im März 2021 kaufte Hagedorn das Unternehmen Windservice Nord aus Bremen. 2021 wurde das Berliner Bauunternehmen STAVE GmbH übernommen.
Ebenfalls 2021 wurde die Bergheimer Wasel GmbH übernommen, ein Unternehmen für Schwertransporte und Vermieter von Turmdreh- und Mobilkränen. Wasel wurde zu 100 % übernommen, blieb jedoch eine eigenständige GmbH. Durch die Übernahme vergrößerte sich Hagedorns Fuhrpark auf mehr als 1000 Fahrzeuge.
2022 übernahm die Hagedorn Unternehmensgruppe die Mehrheit an dem Digitalisierungsdienstleister u+i interact aus Bielefeld. Bereits zuvor hatten Hagedorn und u+i interact beim Gütersloher Start-up Schüttflix zusammengearbeitet, das eine Plattform für die digitale Vermittlung von Sand, Kies und Schotter entwickelt hatte.
2023 übernahm die Hagedorn Gruppe die Kerpener Maaßen Erdbewegungen-Transporte GmbH, die im Bereich Abbruch und Recycling tätig ist. Weiterhin erwarb Hagedorn 2023 das seit 2021 stillgelegte Steinkohlekraftwerk in Ibbenbüren und begann mit seinem Abriss. Anschließend soll das Gelände an Amprion verkauft werden, welche dort eine Konverterstation für die Umwandlung von Windkraft planen. Zusammen mit der IK Umwelt gründete Hagedorn im selben Jahr das Joint Venture HIK Umwelt. Durch den Zusammenschluss soll die Produktion der Recyclingbaustoffe verdoppelt und die Kreislaufwirtschaft im Bausektor ausgebaut werden.
In Köln wurde 2024 ein neues Gebäude für 200 Mitarbeiter fertiggestellt. Im Frühjahr 2024 wurde in Gütersloh der sogenannte Schüttflix-Tower eröffnet, ein siebenstöckiges Bürogebäude mit einer Nutzfläche von 6.500 Quadratmetern. Das Gebäude beherbergt neben Büroflächen für das Unternehmen Schüttflix ein Auditorium für bis zu 150 Personen sowie verschiedene Gastronomiebetriebe. Es bildet den Abschluss des Stadtentwicklungsprojekts Gleis 13, das auf dem Gelände des ehemaligen Güterbahnhofs in Gütersloh umgesetzt wurde.
Im niederösterreichischen Tribuswinkel bei Wien realisierte die Hagedorn Unternehmensgruppe ab 2024 ihr erstes internationales Entwicklungsprojekt. Auf dem über 30.000 Quadratmeter großen Gelände einer stillgelegten Feuerzeugfabrik wurden die Bestandsgebäude zurückgebaut und die Fläche baureif entwickelt. Geplant ist der Bau eines modernen Logistikstandorts mit rund 16.900 Quadratmetern Nutzfläche, darunter Lager- und Büroflächen.
In Ibbenbüren führte die Unternehmensgruppe 2025 die kontrollierte Sprengung des Kesselhauses und den Rückbau des Kühlturms auf dem Gelände des 2021 stillgelegten Steinkohlekraftwerks durch. Dort ist der Bau einer Konverterstation geplant, die künftig Offshore-Windstrom ins Stromnetz einspeisen soll.

## Unternehmensbereiche
Hagedorn ist in den Bereichen Abbruch, Altlastensanierung, Digitalisierung im Baubereich, Flächenrevitalisierung, Entsorgung, Tiefbau und Schwerlastlogistik deutschlandweit tätig. Dazu gehört der Rückbau von Gebäuden und Windkraftanlagen, die Sanierung belasteter Grundstücke und Sprengarbeiten zur Beseitigung von Bauwerken.
Im Entsorgungsfachbetrieb in Gütersloh werden Abfälle, Wert- und Recyclingbaustoffe verwertet und wiederaufbereitet. Der Recyclingbaustoff RCL wird aus Bauschutt, Straßenaufbruch, Beton und Ziegeln hergestellt und als Schotter im Straßen-, Erd-, Landschafts- und Hochbau eingesetzt.
Die Hagedorn Bau GmbH übernimmt Erd- und Kanalbau, vorbereitende Tiefbauarbeiten, industriellen Straßenbau, Erschließung von Bau- und Gewerbegebieten sowie die Herstellung kompletter Außenanlagen inklusive Oberflächenbeläge.
Die Hagedorn Revital GmbH revitalisiert ausgediente Bestandsflächen (Brownfields) zu neuem Bauland. Diese werden an die Hagedorn Unternehmensgruppe für neue Projekte übergeben.
Seit der Übernahme der Windservice Nord bietet Hagedorn auch die Sanierung und Instandhaltung von Windenergieanlagen sowie Rotorblattservice an. Durch die Übernahme von Wasel im Jahr 2021 bietet Hagedorn Dienstleistungen in den Bereichen Schwerlastlogistik und Kranservices an.
2017 kaufte die Hagedorn Unternehmensgruppe von der Columbian Carbon Deutschland GmbH ein Grundstück am Misburger Hafen. Von Dezember 2020 bis Anfang 2022 errichtete Hagedorn hier das Hannoveraner Wertstoffzentrum (HWG), in dem in drei Wertstoffhallen mit 13.000 m² Fläche jährlich 55.000 t Abfälle, unter anderem Baustoffe und mineralische Abfallsorten, behandelt, verwertet und entsorgt werden können. Durch einen sogenannten trimodalen Anschluss können die bis zu 84 Abfallsorten per Lastkraftwagen, Schiff oder Zug angeliefert werden.

## Parteispenden
Im Jahr 2022 und 2024 ließ das Unternehmen der CDU jeweils eine Parteispende über 100.000 Euro zukommen. Im Jahr 2025 flossen 100.000 Euro an die FDP.

## Marketing
Hagedorn ist Sponsor des FC Schalke 04 und des FC Gütersloh.

## Auszeichnungen
- 2009 „Familie gewinnt“ der Bertelsmann Stiftung und des Kreises Gütersloh[44]
- 2018 Top-Job-Siegel vom Zentrum für Arbeitgeberattraktivität (zeag GmbH)[45]
- 2018 Top 100-Siegel von der Wirtschaftsuniversität Wien[46]
- 2019 „Innovator des Jahres“ bei Innovationswettbewerb TOP 100[47]
- 2019 Innovationschampion Wirtschaftswoche[48]
- 2020 CSR Preis OWL[49]
- 2020 und 2021: Top 5 der erfolgreichsten Abbruchunternehmen der Welt, ausgezeichnet durch „d&ri, Demolition and Recycling International“[50][51]
- 2025: Best Managed Company, verliehen von der Deloitte Private, UBS, der Frankfurter Allgemeinen Zeitung und dem Bundesverband der Deutschen Industrie[52][53]